# Eodelphis
Eodelphis es un género extinto de mamífero metaterio perteneciente a la familia Stagodontidae, que vivió durante el Cretácico Superior en la época del campaniense en Alberta, Canadá. Este género está dividido en dos especies que son: Eodelphis cutleri, nombrada por Woodward en 1916 y Eodelphis browni, la especie tipo, nombrada por George Frederick Matthew en 1916, ambas especies fueron nombradas e identificadas en 1916. En 2014, Mizuki Murakami, Chieko Shimada, Yoshinori Hikida y Yuhji Soeda remplazaron una especie del género "Eodelphis kabatensis" por un cetáceo delfínido llamado "Eodelphinus kabatensis".
Ambas especies de Eodelphis fueron encontradas en la Formación Dinosaur Park, junto con otras especies de mamíferos metaterios como: Alphadon, Pediomys y Turgidodon, etc. Ambas especies también fueron descubiertas en la Formación Oldman superior en la época del Judithiano.
Eodelphis junto con otro mamífero metaterio, Didelphodon, son los géneros mejor conocidos de la familia Stagodontidae.